# 早坂勇希
早坂 勇希（はやさか ゆうき、1999年5月22日 - ）は、東京都大田区出身のプロサッカー選手。Jリーグ・いわきFC所属。ポジションはゴールキーパー（GK）。

## 来歴
川崎フロンターレの下部組織出身で、小学生から在籍して高校までプレー。高校卒業後は桐蔭横浜大学に進学して2年時から頭角を現し、インカレではスカウトに注目されるようなインパクトを残した。4年次の2021年4月、川崎フロンターレでの特別指定選手登録と22シーズンからの入団が内定した。イサカ・ゼインと橘田健人に続いて3年連続で桐蔭横浜大学からの川崎への入団となった。
2024年、J1リーグ第27節横浜F・マリノス戦でJリーグデビューした。
2025年シーズンは、いわきFCに期限付き移籍することとなった。

## 所属クラブ
- FC Wins（大田区立矢口西小学校）
- 川崎フロンターレU-12（大田区立矢口西小学校）
- 2012年 - 2014年 川崎フロンタ―レU-15（大田区立矢口中学校）
- 2015年 - 2017年 川崎フロンターレU-18（東京実業高等学校）
- 2018年 - 2021年 桐蔭横浜大学
  - 2021年  川崎フロンターレ（特別指定選手）
- 2022年 -  川崎フロンターレ
  - 2025年 -  いわきFC（期限付き移籍）

## 個人成績
| 国内大会個人成績 | 国内大会個人成績 | 国内大会個人成績 | 国内大会個人成績 | 国内大会個人成績 | 国内大会個人成績 | 国内大会個人成績 | 国内大会個人成績 | 国内大会個人成績 | 国内大会個人成績 | 国内大会個人成績 | 国内大会個人成績 |
| 年度             | クラブ           | 背番号           | リーグ           | リーグ戦         | リーグ戦         | リーグ杯         | リーグ杯         | オープン杯       | オープン杯       | 期間通算         | 期間通算         |
| 年度             | クラブ           | 背番号           | リーグ           | 出場             | 得点             | 出場             | 得点             | 出場             | 得点             | 出場             | 得点             |
| 日本             | 日本             | 日本             | 日本             | リーグ戦         | リーグ戦         | リーグ杯         | リーグ杯         | 天皇杯           | 天皇杯           | 期間通算         | 期間通算         |
| ---------------- | ---------------- | ---------------- | ---------------- | ---------------- | ---------------- | ---------------- | ---------------- | ---------------- | ---------------- | ---------------- | ---------------- |
| 2020             | 桐蔭横浜大       | 1                | -                | -                | -                | -                | -                | 2                | 0                | 2                | 0                |
| 2022             | 川崎             | 22               | J1               | 0                | 0                | 0                | 0                | 0                | 0                | 0                | 0                |
| 2023             | 川崎             | 22               | J1               | 0                | 0                | 0                | 0                | 0                | 0                | 0                | 0                |
| 2024             | 川崎             | 22               | J1               | 1                | 0                | 0                | 0                | 0                | 0                | 1                | 0                |
| 2025             | いわき           | 1                | J2               |                  |                  |                  |                  |                  |                  |                  |                  |
| 通算             | 日本             | 日本             | J1               | 1                | 0                | 0                | 0                | 0                | 0                | 1                | 0                |
| 通算             | 日本             | 日本             | J2               |                  |                  |                  |                  |                  |                  |                  |                  |
| 通算             | 日本             | 日本             | 他               | -                | -                | -                | -                | 2                | 0                | 2                | 0                |
| 総通算           | 総通算           | 総通算           | 総通算           | 1                | 0                | 0                | 0                | 2                | 0                | 3                | 0                |

| 国際大会個人成績 | 国際大会個人成績 | 国際大会個人成績 | 国際大会個人成績 | 国際大会個人成績 |
| 年度             | クラブ           | 背番号           | 出場             | 得点             |
| AFC              | AFC              | AFC              | ACL              | ACL              |
| ---------------- | ---------------- | ---------------- | ---------------- | ---------------- |
| 2022             | 川崎             | 22               | 0                | 0                |
| 2023-24          | 川崎             | 22               | 0                | 0                |
| 通算             | AFC              | AFC              | 0                | 0                |

- 2021年 特別指定選手としての公式戦出場無し

出場歴
- 2024年8月17日 J1第27節 横浜F・マリノス戦 (Uvanceとどろきスタジアム by Fujitsu)

## タイトル

### クラブ
川崎フロンターレ
- 天皇杯 JFA 全日本サッカー選手権大会：1回（2023年）

### 代表・選抜
関東大学選抜A
- デンソーカップサッカー（2021年）

### 個人
- 全日本大学サッカー選手権大会・ベストGK（2019年）
- デンソーカップサッカー・ベストイレブン（2021年）